# Yudai Nitta
Yudai Nitta –en japonés, 新田祐大, Nitta Yūdai– (Aizuwakamatsu, 25 de enero de 1986) es un deportista japonés que compite en ciclismo en la modalidad de pista.
Ganó una medalla de plata en el Campeonato Mundial de Ciclismo en Pista de 2019, en la prueba de keirin. Participó en los Juegos Olímpicos de Londres 2012, ocupando el octavo lugar en la prueba de velocidad por equipos.

## Medallero internacional
| Campeonato Mundial | Campeonato Mundial | Campeonato Mundial | Campeonato Mundial |
| Año                | Lugar              | Medalla            | Competición        |
| ------------------ | ------------------ | ------------------ | ------------------ |
| 2019               | Pruszków (Polonia) | Medalla de plata   | Keirin             |